# Липкани (станція)
Липкани (рум. Gara Lipcani) — прикордонна проміжна залізнична станція Молдовської залізниці (рум. Calea Ferată din Moldova) на неелектрифікованій лінії Чернівці — Ларга. Розташована в однойменному місті на півночі Молдови.

## Історія
У листопаді 1893 року введена в експлуатацію лінія Могилів-Подільський — Окниця із залізничним мостом через річку Дністер, від Окниці до Липкан та від Бєльці-Слободзеї до Окниці. У грудні 1893 року введена в експлуатацію лінія Липкани — Новоселиця, що надало можливість сполучити з Лембергсько (Львівсько)-Чернівецькою-Ясською залізницею.
У серпні 1894 року введена в експлуатацію ділянка 165-метровим тунелем на перегоні Липкани — Матеуць.
У 1920—1940-х роках, коли Бессарабія тоді перебувала у складі Румунії, друга колія була демонтована на ділянці Окниця — Новоселиця. Мережа колії 1524 мм була перешита на основних лініях Новоселиця — Велчінец, Унгени — Окниця, Бєльці — Матеуц, Унгени — Бендери I, Басарабяска — Рені, Басарабяска — Аккерман, Басарабяска — Яргара на колію 1435 мм.

## Комерційні операції
- Прийом та видача вагонних відправок вантажів, що допускаються до зберігання на відкритих майданчиках станції.
- Прийом та видача вантажів вагонними та дрібними відправленнями, що завантажуються цілими вагонами, лише на під'їзних коліях та місцях незагального користування.
- Прийом та видача вагонних відправлень вантажів, які потребують зберігання на критих складах станцій.
- Продаж квитків на всі пасажирські поїзди.
- Прийом та видача багажу.

## Пасажирське сполучення
При проїзді між двома українськими станціями — Ларга та  Мамалига, відстань між якими складає 45 км — поїздам доводилося чотири рази перетинати Державний кордон України з  Молдовою. Час зупинок на прикордонних станціях Ларга, Медвежа, Липкани, Крива та Мамалига загалом займав понад однієї години.
Для уникнення прикордонних проблем планувалося побудувати залізничний обхід території Молдови завдожки 37 км. Ця проблема порушувалася понад два десятиріччя. 7 лютого 2002 року Верховною Радою України був прийнятий Закон України № 3022-III від 07.02.2002 року «Про Комплексну програму затвердження України як транзитної держави у 2002—2010 роках». Проте питання понині залишилося відкритим.
З 7 червня 2014 року нічний швидкий поїзд «Буковина» № 118/117 сполученням Київ — Чернівці прямував через станцію Липкани без зупинок та процедур прикордонного та митного огляду (найближчі зупинки поїзда на станціях — Ларга та Новоселиця). З 18 жовтня 2021 року поїзд «Буковина» № 118/117 скасований.
До 18 березня 2020 року з міста Липкани залізницею була можливість дістатися без пересадок лише приміськими поїздами до станцій Сокиряни, Ларга, Новоселиця та Чернівці.
| Рух приміських поїздів по станції Липкани (до 18.03.2020) | Рух приміських поїздів по станції Липкани (до 18.03.2020) | Рух приміських поїздів по станції Липкани (до 18.03.2020) |
| №                                                         | Маршрут сполучення                                        | Періодичність курсування                                  |
| --------------------------------------------------------- | --------------------------------------------------------- | --------------------------------------------------------- |
| 966                                                       | Чернівці — Ларга                                          | Щоденно                                                   |
| 965                                                       | Ларга — Чернівці                                          | Щоденно                                                   |
| 968                                                       | Чернівці — Сокиряни                                       | Щоденно                                                   |
| 967                                                       | Сокиряни — Чернівці                                       | Щоденно                                                   |

Наразі приміський рух припинено на невизначений термін.